# 熊本軽便鉄道

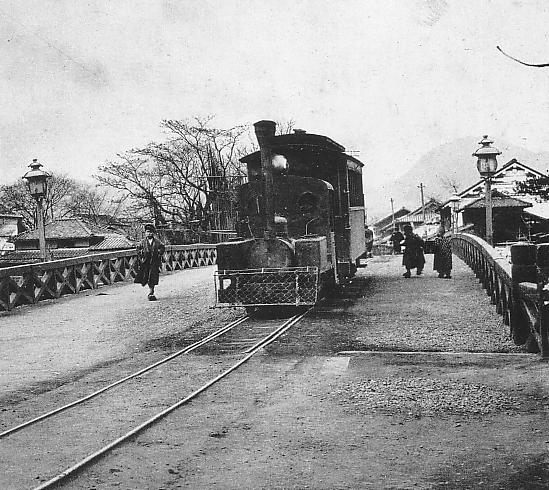
当時の熊本軽便鉄道

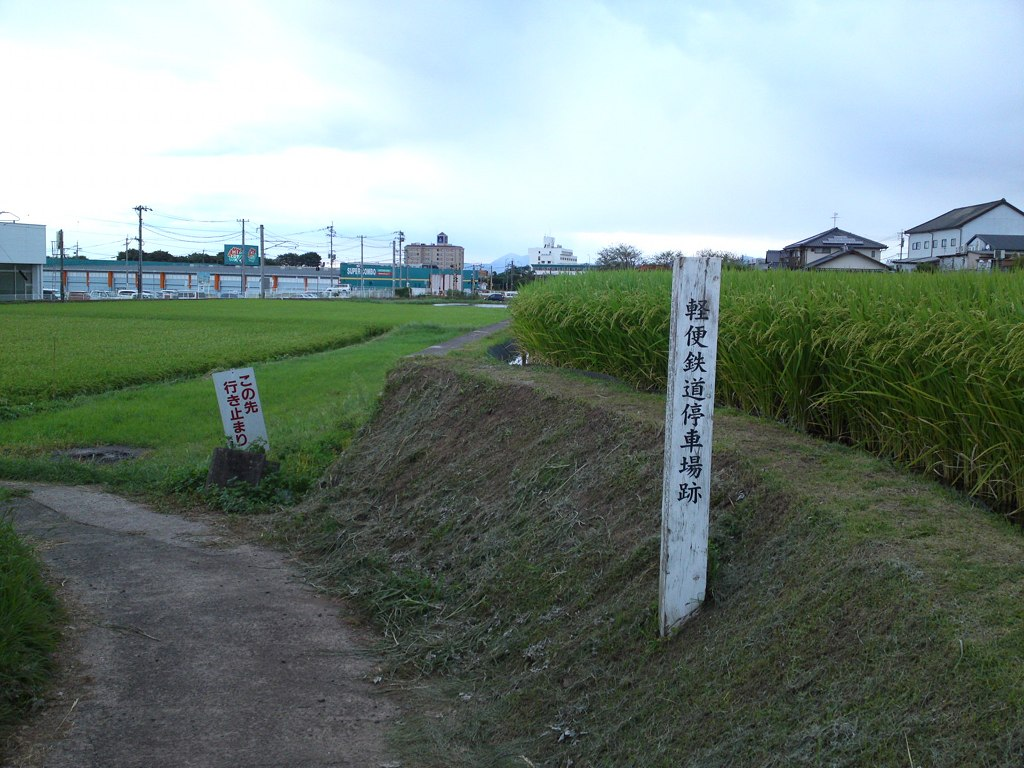
現存する停車場跡標

熊本軽便鉄道（くまもとけいべんてつどう）は、かつて熊本県の熊本市周辺に存在した軽便鉄道。通称「KKTK」。
後に大日本軌道に吸収合併され、同社の熊本支社となったが、蒸気機関車が小型客車1両を牽引するという輸送形態で、輸送力が低く、市街地内で黒煙を出すため不評であった。
一部の区間は豊肥本線開通の際、同線と並行するため廃止された。残った区間については1913年に電気動力使用認可を受け、1067mmへの改軌と電化が計画されていたが実現せず、輸送需要の低迷などで廃線となった。
この軌道路線が廃止されたのち、改めて市内交通として敷設されたのが熊本市電である。熊本軽便鉄道の路線には後の熊本市電と重なる区間もあるが、直接のつながりはない。

## 路線データ
- 路線距離：23.8km（最盛期）
- 軌間：762mm
- 駅数：
- 複線区間：
- 電化区間：なし（全線非電化）
- 閉塞方式：

## 沿革
- 1906年（明治39年）
  - 7月6日 熊本軽便鉄道に対し特許状下付[1]
  - 10月 熊本軽便鉄道株式会社設立[2]。
- 1907年（明治40年）12月20日 安已橋 - 水前寺間開業
- 1908年（明治41年）
  - 7月24日 南千反畑（県庁前） - 上立田間開業
  - 7月 大日本軌道熊本支社となる
  - 8月25日 上立田 - 枯木間開業
  - 9月8日 枯木 - 大津間開業
- 1909年（明治42年）7月31日 軌道特許状下付（熊本市西唐人町-鹿本郡山鹿町間）[3]
- 1910年（明治43年）5月4日 知足寺 - 県庁前間開業
- 1911年（明治44年）
  - 4月28日 上熊本 - 宮内間開業
  - 6月7日 宮内 - 知足寺間開業
- 1914年（大正3年）6月21日 宮地線（現在の豊肥本線）熊本 - 肥後大津間開業に伴い、陣内 - 大津間を廃止
- 1916年（大正5年）3月24日 鹿本軌道（鹿本鉄道で開業）へ軌道特許（熊本市西唐人町-鹿本郡山鹿町間）譲渡[4][5]
- 1918年（大正7年）8月5日 軌道特許状下付（飽託郡出水村-上益城郡木山町間）[6]
- 1920年（大正9年）7月2日 残余の区間全線を廃止
- 1921年（大正10年）1月20日 熊本支社保有の路線の軌道特許失効[7]

## 駅一覧
1911年全線開通時
大津線
上熊本 - 本妙寺 - 段山 - 宮内 - 古城堀端 - 洗馬橋（郵便局前） - 紀念碑前 - 知足寺 - 安已橋 - 南千反畑（→県庁前） - 北千反畑 - 浄行寺 - 立田口 - 五高前 - 宇留毛 - 陣内 - 宝積寺 - 上立田 - 弓削 - 境ノ松 - 津久礼 - 枯木 - 原水 - 南方 - 大津
水前寺線
安已橋 - 大井手 - 九品寺 - 味噌天神 - 水前寺

## 輸送・収支実績
| 年度 | 乗客（人） | 営業収入（円） | 営業費（円） | 益金（円） |
| ---- | ---------- | -------------- | ------------ | ---------- |
| 1908 | 328,253    |                |              |            |
| 1909 | 608,627    |                |              |            |
| 1910 | 454,056    |                |              |            |
| 1911 | 467,377    |                |              |            |
| 1912 | 631,469    |                |              |            |
| 1913 | 701,188    |                |              |            |
| 1914 | 679,607    |                |              |            |
| 1915 | 518,749    | 28,063         | 33,605       | ▲ 5,542    |
| 1916 | 550,899    | 26,300         | 30,348       | ▲ 4,048    |
| 1917 | 594,560    | 29,081         | 35,026       | ▲ 5,945    |
| 1918 | 644,801    | 32,262         | 43,966       | ▲ 11,704   |
| 1919 | 587,832    | 36,717         | 47,271       | ▲ 10,554   |

- 鉄道院年報、鉄道院鉄道統計資料各年度版
- 1914年度以前の収支は全路線合計のため不明